# Stanley Stanger
Stanley »Stan« Stanger, kanadski letalski častnik, vojaški pilot in letalski as, * 10. julij 1894, Montreal, Quebec, † 10. september 1967, Montreal, Quebec.
Stotnik Stanger je v svoji vojaški službi dosegel 13 zračnih zmag.

## Življenjepis
Med prvo svetovno vojno je bil sprva pripadnik Kraljevega letalskega korpusa, nato pa Kraljevega vojnega letalstva.

## Odlikovanja
- Vojaški križec (MC)
- Distinguished Flying Cross (DFC)